# Ambarnath

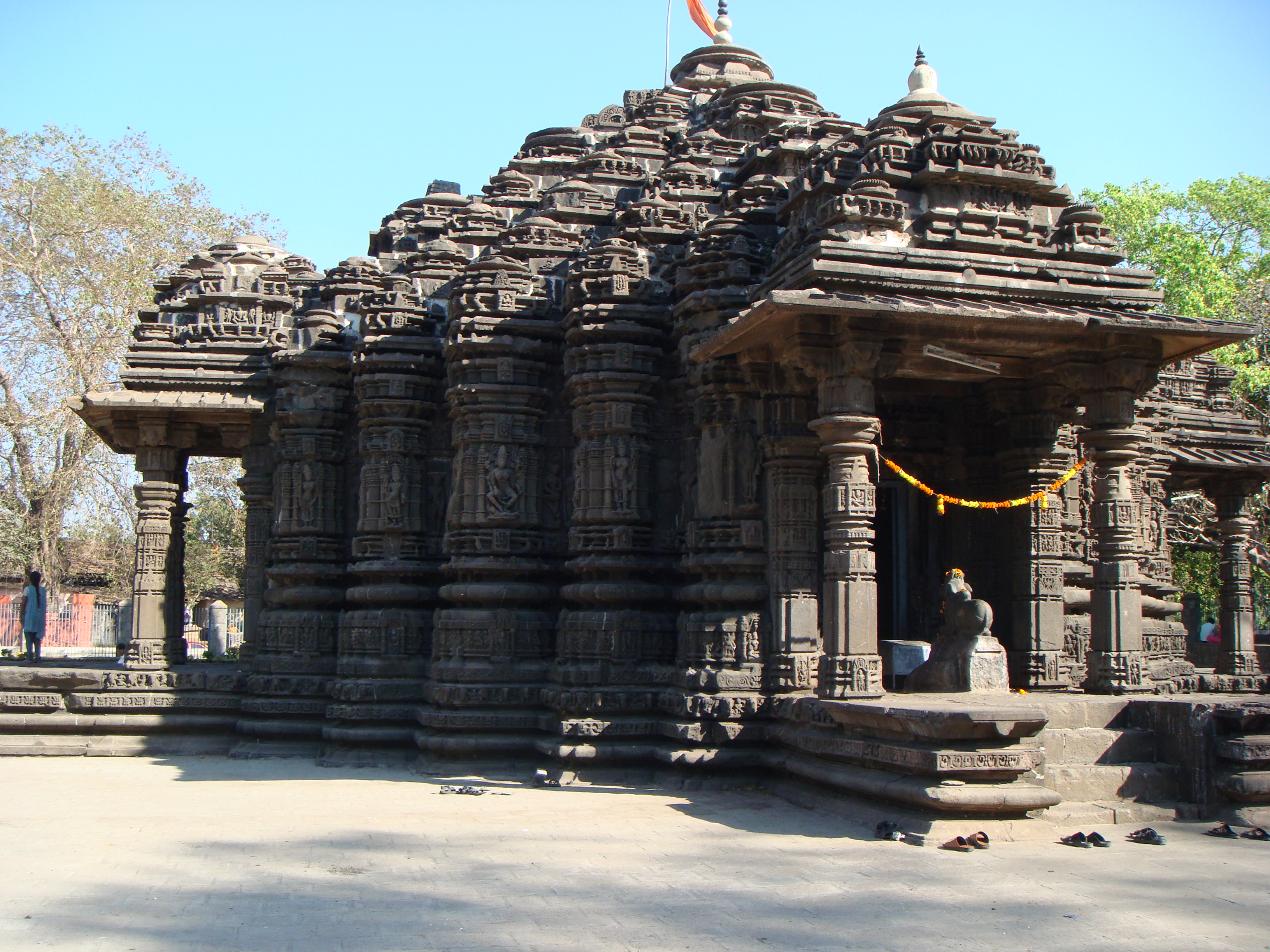
Tempel van Ambarnath

Ambarnath is een nagar panchayat (plaats) in het district Thane van de Indiase staat Maharashtra. 

## Demografie
Volgens de Indiase volkstelling van 2001 wonen er 203.795 mensen in Ambarnath, waarvan 53% mannelijk en 47% vrouwelijk is. De plaats heeft een alfabetiseringsgraad van 73%. 